# Tillandsia peiranoi
Tillandsia peiranoi är en gräsväxtart som beskrevs av Alberto Castellanos. Tillandsia peiranoi ingår i släktet Tillandsia och familjen Bromeliaceae. Inga underarter finns listade i Catalogue of Life.